# Irfan Bachdim
Irfan Bachdim (født 11. august 1988) er en indonesisk fodboldspiller.

## Indonesiens fodboldlandshold
| Indonesiens landshold | Indonesiens landshold | Indonesiens landshold |
| År                    | Kmp                   | Mål                   |
| --------------------- | --------------------- | --------------------- |
| 2010                  | 8                     | 2                     |
| 2011                  | 4                     | 0                     |
| 2012                  | 9                     | 4                     |
| 2013                  | 2                     | 0                     |
| 2014                  | 3                     | 1                     |
| Total                 | 26                    | 7                     |